# Бахромчатый хвостокол
Бахромчатый хвостокол (лат. Dasyatis say) — вид рода хвостоколов из семейства хвостоко́ловых отряда хвостоколообразных надотряда скатов. Они обитают в субтропических водах западной части Атлантического океана. Встречаются на глубине до 10 м. Максимальная зарегистрированная ширина диска 100 см. Грудные плавники этих скатов срастаются с головой, образуя ромбовидный диск, ширина которого примерно равна длине. Рыло притуплённое. Хвост длиннее диска. Позади шипа на хвостовом стебле расположены вентральный и дорсальный кожные кили. Вдоль позвоночника по диску пролегает ряд бляшек. Окраска дорсальной поверхности диска разных оттенков коричневого цвета. Подобно прочим хвостоколообразным бахромчатые хвостоколы размножаются яйцеживорождением. Эмбрионы развиваются в утробе матери, питаясь желтком и гистотрофом. Не являются объектом целевого промысла. В качестве прилова попадаются при донном тралении.

## Таксономия и филогенез
Впервые новый вид был научно описан в 1817 году как Raja say французским натуралистом Шарлем Александром Лесюёром на основании особи, пойманной у побережья Нью-Джерси, США. Учёный назвал его в честь своего друга и основателя Национальной Академии наук США Томаса Сэя (1787—1834). Позднее род новый вид был отнесён к роду Dasyatis. В 1841 году немецкие учёные Иоганн Петер Мюллер и Фридрих Густав Генле в своём труде «Systematische Beschreibung der Plagiostomen» ошибочно указали видовой эпитет sayi, который стал использоваться в последующей литературе. В последнее время предпринимаются попытки вернуться к первоначальному названию, хотя Международная комиссия по зоологической номенклатуре предложила официально признать эпитет sayi верным, чтобы ликвидировать путаницу.
В 2001 году был опубликован филогенетический анализ 14 видов хвостоколов, основанный на морфологии. В нём бахромчатый хвостокол был признан одним из базальных членов рода и близкородственным видом с калифорнийским хвостоколом, обитающим в западной части Тихого океана.Эти два вида сформировались до образования Панамского перешейка (около 3 млн лет назад).

## Ареал и места обитания
Бахромчатые хвостоколы обитают в западной части Атлантического океана от Чесапикского залива до Флорида Кис, на севере Мексиканского залива, у Больших и Малых Антильских островов; изредка они попадаются у побережья Нью-Джерси, Массачусетсаа, Венесуэлы и Мексики. В южной части Мексиканского залива и на карибском побережье Центральной Америки они не встречаются. Данные о присутствии этого вида в водах Бразилии и Аргентины скорее всего ошибочны и относятся к Dasyatis hypostigma.
Бахромчатые хвостоколы населяют прибрежные бухты и лагуны, заходят в эстуарии рек. Эти донные рыбы, как правило, держатся не глубже 10 м, хотя изредка опускаются до 20 м. Они предпочитают песчаное или илистое дно, воду солёностью 25—43 ‰ и температурой 12—33 °C. Молодые скаты ищут укрытия на мелководье в зарослях водорослей. На восточной побережье США стаи бахромчатых хвостоколов совершают длинные миграции, летом уходя на север, а зимой возвращаясь на юг.

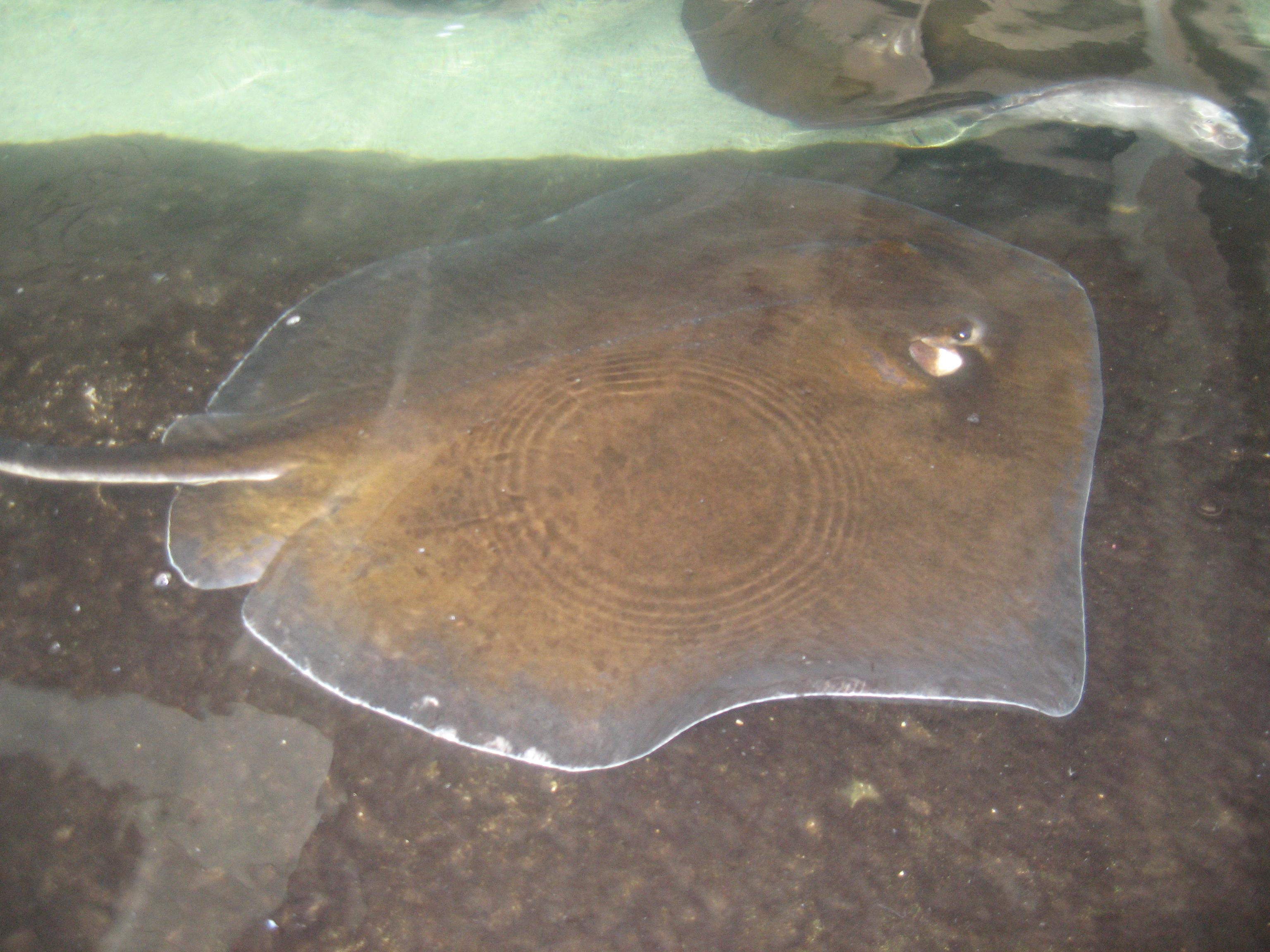

## Описание
Грудные плавники этих скатов срастаются с головой, образуя ромбовидный плоский диск, ширина примерно на 1/6 превышает длину, с закруглёнными плавниками («крыльями»). Передний край диска сходится под углом около 130°. В отличие от схожих Dasyatis sabina рыло притуплённое. Позади мелких глаз расположены брызгальца, которые превышают их по размеру. На вентральной поверхности диска расположены 5 пар жаберных щелей, рот и ноздри. Между ноздрями пролегает лоскут кожи с бахромчатым нижним краем. Рот изогнут в виде дуги, на дне ротовой полости присутствуют 5 отростков, два крайних мельче и стоят поодаль от остальных. Зубы с четырёхугольными основаниями выстроены в шахматном порядке и образуют плоскую поверхность. В отличие от самок и неполовозрелых особей зубы самцов заострены. Во рту имеется 35—50 верхних зубных рядов. Широкие брюшные плавники закруглены. Хвост в виде кнута длиннее диска. Как и у других хвостоколов на дорсальной поверхности в центральной части хвостового стебля расположен зазубренный шип, соединённый протоками с ядовитой железой. Иногда у скатов бывает 2 шипа. Периодически шип обламывается и на их месте вырастает новый. Брюшные плавники имеют форму треугольников и закруглены.
Кнутовидный тонкий хвост в 1,5 раза длиннее диска. Позади шипа на хвостовом стебле расположены вентральная и дорсальная кожные складки. Вентральная складка длиннее и шире дорсальной. От области позади глаз до основания хвоста вдоль позвоночника по диску пролегает ряд бляшек и колючек, количество которых с возрастом увеличивается. У взрослых скатов шипами также покрыта область перед глазами и внешние края диска. Окраска дорсальной поверхности диска серовато-, красновато- и зеленовато-коричневого цвета. У некоторых особей диск покрыт голубоватыми отметинами, края диска бывают отмечены белым цветом. Вентральная поверхность диска белая, иногда с тёмной каймой или отметинами по краям. Максимальная зарегистрированная ширина диска 78 см. Самки в целом крупнее самцов.

## Биология
Бахромчатые хвостоколы ведут ночной образ жизни, днём они большую часть времени лежат неподвижно на дне под слоем осадков. Известно, что они следуют за приливом и охотятся на мелководье, где вода едва покрывает их тело. Их рацион состоит из мелких беспозвоночных, включая ракообразных, кольчатых червей, двустворчатых, брюхоногих, а также костистых рыб. Бахромчатые хвостоколы охотятся как на донных и закапывающихся в грунт животных, так и плавающих в толще воды. В заливе Делавэр они питаются в основном креветками Cragon septemspinosa и червями Glycera dibranchiata. Состав их рациона практически совпадает с рационом северных колючих хвостоколов, с которыми они делят среду обитания. В свою очередь бахромчатые хвостоколы могут стать добычей крупных рыб, например, тупорылых акул. На этих скатах паразитируют ленточные черви  Acanthobothrium brevissime и Kotorella pronosoma, моногенеи Listrocephalos corona и трематоды Monocotyle pricei и Multicalyx cristata.

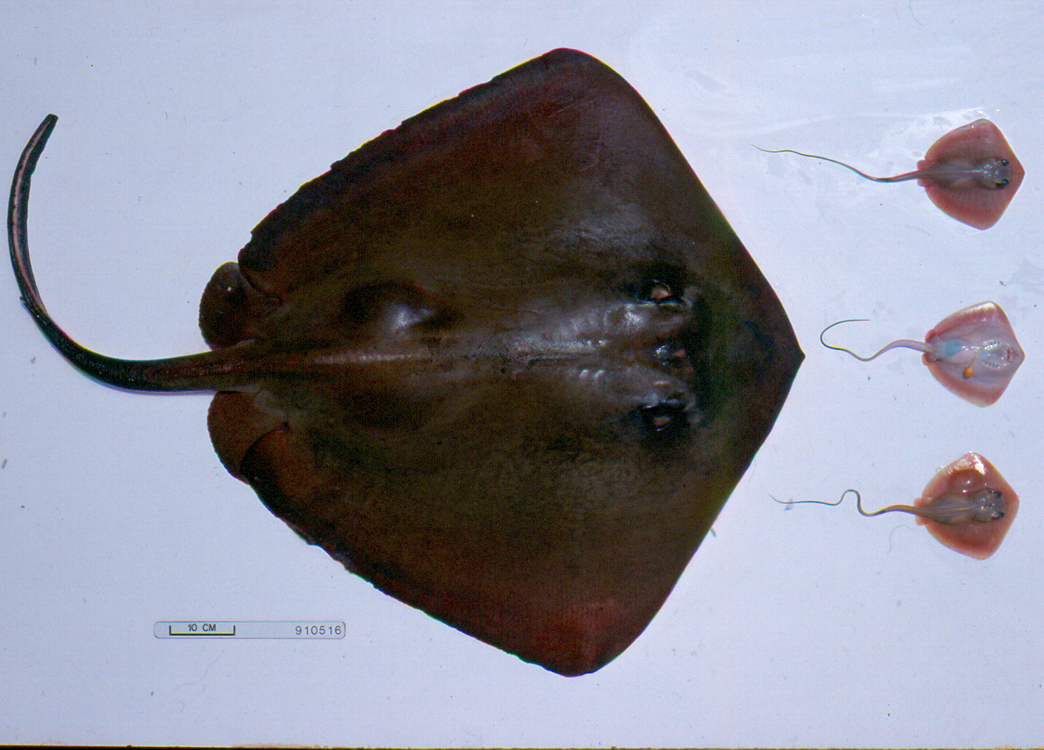
Самка бахромчатого хвостокола с 3 эмбрионами.

Подобно прочим хвостоколообразным бахромчатые хвостоколы относятся к яйцеживородящим рыбам. Эмбрионы развиваются в утробе матери, питаясь желтком и гистотрофом. У самок функционирует только левая матка и яичник. Спаривание происходит в строго ограниченный период с апреля по июнь, пик приходится на май. В ходе совокупления самцы хватают своими заострёнными зубами самок за край плавников. Однако развитие эмбриона тормозится на стадии бластодермы, вскоре после образования зиготы, и возобновляется лишь спустя 10 месяцев. Весной следующего года зародыши быстро развиваются и созревают в течение 10—12 недель. Этот период эмбриональной диапаузы связан с тем, что весной пищи гораздо больше.
Беременность продолжается 11—12 месяцев, включая период диапаузы. В конце мая на свет появляются новорожденные с диском шириной 15—17 см, весом 170—250 г. В помёте 1—6 новорожденных. Сразу после родов у самок происходит овуляция, что свидетельствует о ежегодном цикле воспроизводства. Самцы и самки достигают половой зрелости при ширине диска 30—36 см и весе 3—6 кг и 50—54 см и 7—15 кг соответственно.

## Взаимодействие с человеком
Бахромчатые хвостоколы не проявляют агрессии, но если на них наступить, они могут нанести ядовитым шипом болезненный укол. Шип способен пробить кожаную и резиновую обувь. Эти скаты не являются объектом целевого лова. Попадаются в качестве прилова при коммерческом промысле с помощью донных тралов и жаберных сетей. Пойманных рыб, как правило, живыми выбрасывают за борт. Бахромчатые скаты представляют интерес для подводного экотуризма. Международный союз охраны природы присвоил этому виду статус сохранности «Вызывающий наименьшие опасения».